# Jaghdarī
Jaghdarī (persiska: جغدری, Jahd Darī) är en ort i Iran.   Den ligger i provinsen Kerman, i den sydöstra delen av landet, 900 km sydost om huvudstaden Teheran. Jaghdarī ligger 2 795 meter över havet och antalet invånare är 502.
Terrängen runt Jaghdarī är huvudsakligen kuperad, men söderut är den bergig. Runt Jaghdarī är det glesbefolkat, med 12 invånare per kvadratkilometer. Närmaste större samhälle är Kharmandeh, 10,4 km nordväst om Jaghdarī. Omgivningarna runt Jaghdarī är i huvudsak ett öppet busklandskap.